# برايان بلانكنشيب
برايان بلانكنشيب (بالإنجليزية: Brian Blankenship)‏ هو لاعب كرة قدم أمريكية أمريكي، ولد في 7 أبريل 1963 في أوماها في الولايات المتحدة.